# Micromus costulatus
Micromus costulatus is een insect uit de familie van de bruine gaasvliegen (Hemerobiidae), die tot de orde netvleugeligen (Neuroptera) behoort. 
Micromus costulatus is voor het eerst wetenschappelijk beschreven door Motschulsky in 1863.